# Tribe (musique)
Genres associés
Frenchcore, hardtechno, breakbeat hardcore
La tribe est un genre underground de techno hardcore ayant émergé dans les années 1990. Directement issue du mouvement free party, la tribe reste fortement liée à cette culture et est par conséquent régulièrement pratiquée lors d'événements festifs alternatifs de ce type, où elle reste très appréciée. 

## Histoire
Le sound system britannique Spiral Tribe est souvent cité en référence comme ayant eu une très grande influence sur ce style. D'autres artistes et groupes comme South Connexion parviennent également à se faire une place dans la scène des années 2020.

## Terminologie
L'étiquette « tribe » est la plus utilisée pour définir cette forme musicale. Ce terme se réfère directement au mode de vie des sound systems et des travellers (en tribu, donc) organisateurs de free parties, et notamment aux plus emblématiques du mouvement : Spiral Tribe (d'où parfois l'utilisation du terme « spiraltek »), également cité comme influence directe sur le style musical, entre autres styles.

## Caractéristiques
La tribe est un genre dérivé de la techno hardcore. Les sonorités de la tribe sont caractéristiques de son héritage acid techno, ce qui la différencie considérablement d'autres styles durs, plus tournés vers des sonorités industrielles : l'utilisation de synthétiseurs ainsi que de boîtes à rythmes typiques de cette époque, telles que les Roland TB-303 et TR-909, est encore très courante (bien qu'il s'agisse plus souvent d'instruments virtuels, étant donné que ce matériel devient rare et cher). Son tempo est généralement assez élevé, souvent compris entre 150 et 180 BPM, bien qu'il n'y ait pas de règles en la matière et qu'il puisse être parfois plus rapide. Le kick (base rythmique) est souvent nettement moins lourd et saturé que dans un style comme le gabber : il s'agit même parfois uniquement de fréquences très basses, donnant un son plus rond et moins agressif.
Cela s'explique notamment par le fait que contrairement à d'autres styles de techno hardcore, le kick n'est pas forcément l'élément central du morceau, bien que son intensité puisse varier au cours d'un mix : il s'agit parfois plus d'une trame de fond servant à mettre en avant d'autres éléments de percussions dans un ordre répétitif et parfois complexe (qui découle directement d'influences jungle), notamment les caisses claires et cymbales, créant ainsi des rythmiques dynamiques, souvent décrites comme « galopante » par les amateurs (à noter que ce terme a parfois été repris par des artistes, tels que Sagaloops). Bien que festive et dansante, la tribe développe en général des ambiances sombres et mystérieuses, voire mélancoliques parfois : bien qu'il ne s'agisse en rien d'une règle, il n'est pas rare d'entendre des mélodies (samplées ou non) qui développeront une atmosphère (des sonorités inspirées ou reprises des musiques de films sont courantes). Cependant, l'usage de la mélodie est plus discret, plus diffus que dans un style comme le gabber qui peut en faire l'élément central du morceau, à l'instar d'un riff de guitare dans un morceau rock.
L'usage d'effets sonores tels que la réverbération, le chorus ou le flanger est très fréquent, conférant parfois à la tribe un son planant et vaporeux. Les morceaux sont souvent longs et progressifs, et mettent généralement l'accent sur des montées qui s'intensifient subtilement tout au long du morceau. De par ses caractéristiques musicales, elle permet une grande liberté d'improvisation au musicien, qu'il soit DJ ou liver. L'usage de samples et de voix est généralement moins courant que dans des productions frenchcore ou hardtechno[réf. nécessaire]. Les références au psychédélisme sont sinon revendiquées, au moins très courantes, dans les titres ou les samples.

## Genres dérivés
Bien qu'il existe plusieurs genres de tribe, il est rare que les producteurs de cette musique se cantonnent à un seul de ces genres.

### Tribe pumping
La tribe pumping est un sous-genre de musique électronique qui s'est développé principalement dans le sud de la France au début des années 2000. Ce style musical se caractérise par son tempo rapide, ses rythmes tribaux et ses influences hardtek et hardcore[réf. nécessaire].

### Mentalcore
La mentalcore reprend les codes de la mental tribe, avec un tempo plus élevé (170 BPM en général), une ambiance plus lourde et un kick distordu dominant. Elle est jouée localement en France, notamment à Strasbourg en 2015 pendant la Fête de la musique et Montpellier.

### Tribecore
Variante plus dure apparue dans les années 2000, la tribecore est généralement plus rapide et le kick est souvent plus lourd. Plus influencée musicalement par le frenchcore (apparu dans les mêmes années), elle en reprend souvent des éléments tels que des sonorités plus industrielles et dancefloor, un kick plus saturé et lourd ainsi qu'un grand nombre de samples souvent humoristiques et provocateurs. La pratique du remix, notamment de morceaux extérieurs à la techno et souvent à des fins parodiques est également très courante. Ses artistes notables incluent Unifikasound, Banotek, et autres.